# Rotem Tene
Rotem Tene (Hod HaSharon, 30 marzo 2001) è un pistard e ciclista su strada israeliano che corre per il team Israel Premier Tech Academy. Attivo come Elite/Under-23 dal 2020, nel 2022 è stato campione nazionale di omnium su pista.

## Palmarès

### Pista
- 2022

Campionati israeliani, Omnium
- 2023

Tel Aviv Open Championships, Americana (Tel Aviv, con Amit Keinan)
Tel Aviv Open Championships, Omnium (Tel Aviv)

## Piazzamenti

### Competizioni mondiali
- Campionati del mondo su pista

Roubaix 2021 - Corsa a eliminazione: 9º
Saint-Quentin-en-Yvelines 2022 - Scratch: 17º
Saint-Quentin-en-Yvelines 2022 - Corsa a eliminazione: 5º
Glasgow 2023 - Corsa a eliminazione: 12º
- Campionati del mondo su strada

Yorkshire 2019 - In linea Junior: ritirato
Glasgow 2023 - In linea Under-23: 45º

### Competizioni continentali
- Campionati europei su pista

Fiorenzuola d'Arda 2020 - Corsa a eliminazione Under-23: 4º
Fiorenzuola d'Arda 2020 - Corsa a punti Under-23: 13º
Fiorenzuola d'Arda 2020 - Scratch Under-23: 9º
Fiorenzuola d'Arda 2020 - Americana Under-23: 12º
Plovdiv 2020 - Corsa a eliminazione: 12º
Apeldoorn 2021 - Corsa a eliminazione Under-23: 10º
Apeldoorn 2021 - Omnium Under-23: 15º
Grenchen 2021 - Corsa a eliminazione: 11º
Grenchen 2021 - Corsa a punti: 14º
Grenchen 2021 - Scratch: 17º
Grenchen 2021 - Americana: ritirato
Anadia 2022 - Scratch Under-23: 8º
Anadia 2022 - Omnium Under-23: 9º
Monaco di Baviera 2022 - Scratch: 7º
Monaco di Baviera 2022 - Corsa a eliminazione: 15º
Monaco di Baviera 2022 - Americana: ritirato
Grenchen 2023 - Corsa a eliminazione: 13º
Grenchen 2023 - Omnium: 13º
Grenchen 2023 - Americana: ritirato
Anadia 2023 - Corsa a eliminazione Under-23: 16º
Anadia 2023 - Omnium Under-23: 10º
Apeldoorn 2024 - Omnium: 16º
- Campionati europei su strada

Zlín 2018 - In linea Junior: ritirato
Alkmaar 2019 - In linea Junior: 18º
Drenthe 2023 - In linea Under-23: 21º